# Tropicoqueta
Tropicoqueta es el quinto álbum de estudio de la cantante colombiana Karol G. Fue lanzado el 20 de junio de 2025 a través de Bichota Records e Interscope Records.  El álbum consta de veinte pistas, siendo un disco de géneros variados tales como reguetón, merengue, bachata, cumbia, vallenato y mariachi. Cuenta con las colaboraciones de artistas como Eddy Lover, Feid, Greeicy, Manu Chao, Mariah Angeliq y Marco Antonio Solís.
El concepto del álbum toma como referencia a las vedettes latinoamericanas, y de hecho, la portada muestra a la cantante personificando a una de ellas.
El álbum fue antecedido por sus dos sencillos, «Si antes te hubiera conocido» y «Latina foreva», respectivamente.

## Posicionamiento en listas

### Semanales
| País              | Lista                  | Mejor posición |
| ----------------- | ---------------------- | -------------- |
| Bélgica (Flandes) | Ultratop 200 Albums    | 81             |
| Bélgica (Valonia) | Ultratop 200 Albums    | 49             |
| España            | Spanish Top 100 Albums | 1              |
| Países Bajos      | Dutch Top 100 Albums   | 39             |